# Кана Китахара
Кана Китахара (јап. 北原 佳奈; 17. децембар 1988) јапанска је фудбалерка.

## Репрезентација
За репрезентацију Јапана дебитовала је 2013. године. Са репрезентацијом Јапана наступала је на Светском првенству (2015). За тај тим одиграла је 9 утакмица.

## Статистика
| Јапан  | Јапан | Јапан |
| Год.   | Ута.  | Гол.  |
| ------ | ----- | ----- |
| 2013   | 1     | 0     |
| 2014   | 6     | 0     |
| 2015   | 2     | 0     |
| Укупно | 9     | 0     |